# تشتشلوویتسه
تشتشلوویتسه (به چکی: Čečelovice) یک منطقهٔ مسکونی در جمهوری چک است که در ناحیه ستراکونیتسه واقع شده‌است. تشتشلوویتسه ۶٫۵۳ کیلومتر مربع مساحت و ۱۶۱ نفر جمعیت دارد و ۵۵۴ متر بالاتر از سطح دریا واقع شده‌است.